# Selago glomerata
Selago glomerata är en flenörtsväxtart som beskrevs av Carl Peter Thunberg. Selago glomerata ingår i släktet Selago och familjen flenörtsväxter. Inga underarter finns listade i Catalogue of Life.